# Hot Summer Nights
Hot Summer Nights è un film del 2017 scritto e diretto da Elijah Bynum, al suo debutto cinematografico, con protagonista Timothée Chalamet.

## Trama
Daniel è un giovane ragazzo che ha perso il padre. La madre non riuscendo più a gestire il figlio lo manda un’estate da una zia e qui Daniel incontrerà Hunter, con il quale inizierà a spacciare droga per conto di un noto spacciatore, Dex. Nel frattempo inizia una relazione nascosta con la sorella di Hunter.
Cerca di spacciare cocaina, tradendo Dex, e questi inizia a dargli la caccia. Nel frattempo Hunter e sua sorella scoprono che Daniel conosce entrambi. Dex uccide Hunter, sua sorella lascia la città dopo aver trovato il suo cadavere e Daniel fa lo stesso.

## Produzione
Il 26 marzo 2015 viene annunciato il debutto di Elijah Bynum con la sua sceneggiatura Hot Summer Nights, ambientata nel 1991 a Capo Cod, finita nella Black List del 2013 delle migliori sceneggiature mai prodotte.

## Promozione
Il primo trailer del film viene diffuso il 12 aprile 2018.

## Distribuzione
Il film è stato presentato in anteprima mondiale al South by Southwest il 13 marzo 2017 e distribuito nelle sale cinematografiche statunitensi a partire dal 27 luglio 2018.